# Rio Cumpărata Mare
O Rio Cumpărata Mare é um rio da Romênia, afluente do Ghimbav, localizado no distrito de Argeş.